# Sten Sture den yngres död på Mälarens is
Sten Sture den yngres död på Mälarens is (NM 1558), oljemålning av historiemålaren Carl Gustaf Hellqvist, signerad 1880. Målningen mäter 167 × 250 cm (höjd × bredd) och kan beskådas på Nationalmuseum i Stockholm.
Tavlan visar två män – en körsven och en annan man hållande sin mössa – upptäcka att den sårade riksföreståndaren Sten Sture den yngre har avlidit då, han i släde över Mälaren, åker till Stockholm efter slaget mot danskarna på sjön Åsunden, vintern 1520.
Svärdet som ses vid Sten Stures sida, är för övrigt identiskt med det svärd Valdemar Atterdag har på tavlan Valdemar Atterdag brandskattar Visby, en annan historiemålning av Hellqvist, vars motiv utspelar sig omkring 160 år innan Sten Stures den yngres död 1520.